# Jordi Borràs i Abelló
Jordi Borràs i Abelló (nacido en Villa de Gracia, Barcelona, en 1981) es un ilustrador y fotoperiodista español. Es hermano de Enric Borràs y miembro del Grupo de Periodistas Ramon Barnils. Actualmente publica en El Crític, El Món y en la revista vasca Argia.

## Biografía
Borràs es nieto de un capitán artillero de la República y maqui, e hijo de un antifranquista y activista independentista, Borràs es Graduado Superior en Ilustración por la Escuela Massana, donde descubrió la fotografía. Desde entonces, compagina profesionalmente las dos disciplinas y se ha especializado en cuestiones sociales dentro del campo del fotoperiodismo.
Ha trabajado como reportero gráfico independiente para diferentes medios de comunicación catalanes como Nació Digital, La Directa, o El Temps, donde también ha publicado varios reportajes de investigación. A escala internacional, ha publicado fotografías en varios periódicos y agencias internacionales y también a las revistas especializadas en extrema derecha Hope Not Hate y Expo, así como en medios del resto de España.

### Especializado en laextrema derecha
Borràs se ha especializado en crónica fotográfica social y con un interés especial en la extrema derecha que actúa en Cataluña. Ha documentado fotográficamente varias de las manifestaciones y actos públicos realizados por todo tipo de organizaciones y grupos relacionados con la extrema derecha desde los años 2010. A raíz de sus reportajes, Borràs empezó a recibir amenazas de grupos fascistas en 2013, que la policía investigó. Entre ellas, destaca el llamamiento del vicepresidente del partido fascista Democracia Nacional, Pedro Chaparro, a militantes de su organización para que agredieran el fotoperiodista: "Le jodéis una buena hostia y que marche". A raíz de la amenaza, realizada durante la manifestación fascista del 12 de octubre en Montjuic, la Fiscalía pidió cinco años de prisión de los que finalmente Chaparro solo fue condenado a un año de reclusión que no ha cumplido. Se da la circunstancia que Pedro Chaparro también fue condenado anteriormente a 4 años de prisión por el asalto al Centro Cultural Blanquerna y el Tribunal constitucional suspendió su entrada en prisión tanto a él como el resto de condenados. El 22 de abril de 2015 presentó Plus ultra. Una crónica gráfica del españolismo en Cataluña (Polen Ediciones, 2015) en el Pati Llimona de Barcelona. El libro fue presentado por toda Cataluña y por ciudades europeas como Berlín.
Durante estos años buscó documentar la creación de grupos organizados españolistas que se opondrían a la independencia de Cataluña, la mayoría surgidos una como reacción a la creación de la Asamblea Nacional Catalana. Esta investigación lo llevó a publicar el libro Desmontando Sociedad Civil Catalana (Saldonar, 2015) que destapa el origen de esta entidad y demuestra los vínculos de Sociedad Civil Catalana con la extrema derecha.

### Independentismo catalán
Borràs también ha ido documentando el proceso independentista y la vida parlamentaria. De este seguimiento surgió el libro La cara B del procés, en colaboración con Antonio Baños. Más adelante publicaría el libro Días que durarán años (Ara Llibres, 2018), que llegó a ser el segundo libro más vendido en catalán del género no-ficción durante el Sant Jordi del mismo año. También se hicieron ediciones en castellano e inglés. Este fue el libro que el presidente de la Generalidad Quim Torra entregó al jefe de Estado español Felipe VI durante su encuentro en motivo de la inauguración de los Juegos olímpicos del Mediterráneo en Tarragona.  

### Agresión
El julio de 2018 fue agredido a puñetazos en la calle Capellans del barrio Gótico de Barcelona por un hombre que se habría identificado como policía y que habría proferido a gritos "Viva España, viva Franco". Más adelante se confirmó que el presunto agresor era efectivamente un inspector de la brigada de información de la policía española. Tres semanas después de la agresión, el secretario de la Unión de Oficiales de la Guardia Civil, Juan Ramon Manzanares, celebró vía Twitter el atentado contra el fotoperiodista. El juicio tuvo lugar a finales de octubre del mismo año. En enero de 2022 el policía fue condenado a un año de prisión, a una multa y a una orden de alejamiento, al admitir que la agresión fue por motivos ideológicos.

## Publicaciones
Ha publicado los libros:

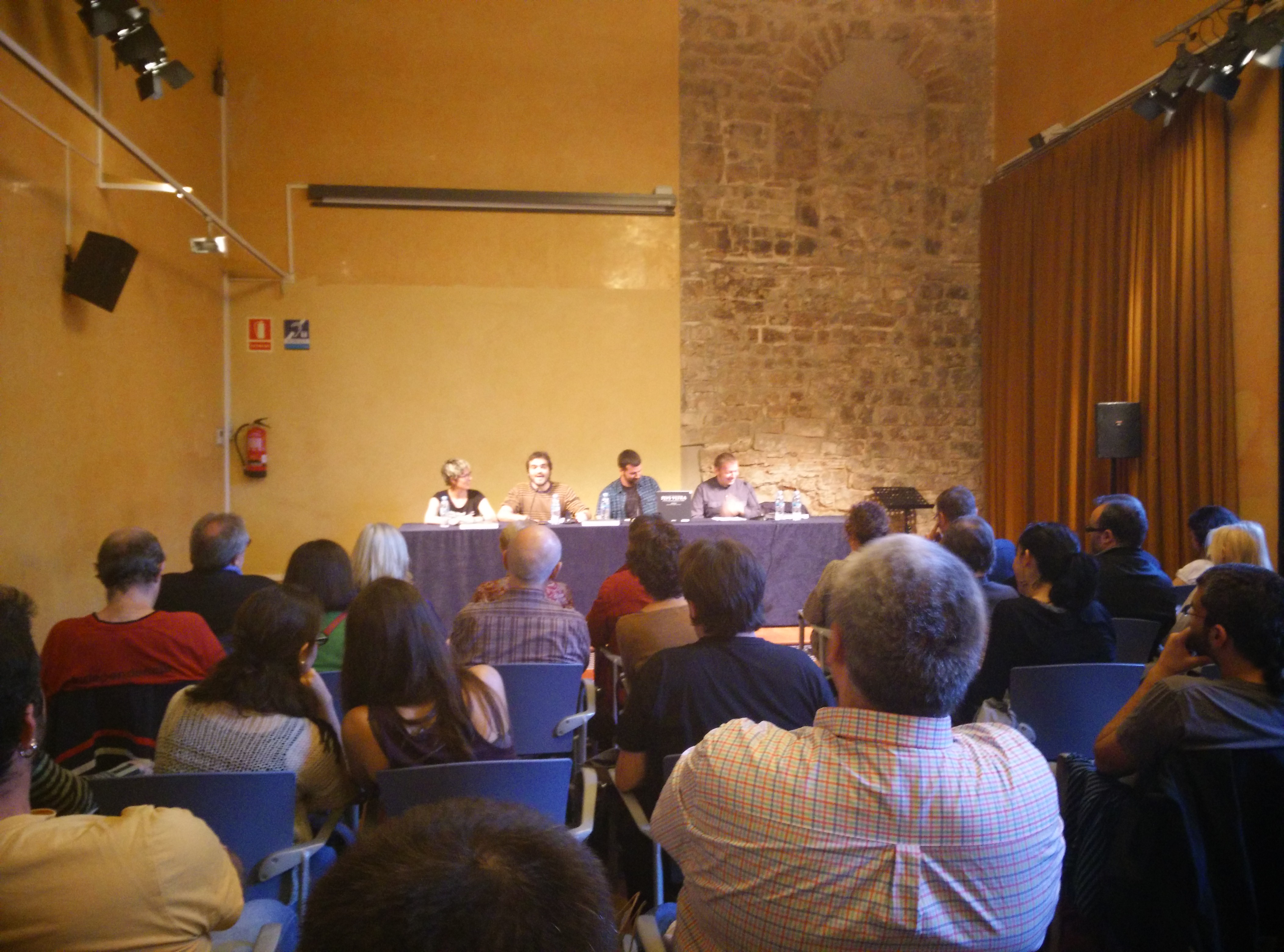
Presentación del libro Plvs Vltra en el Pati Llimona de Barcelona (22 de abril de 2015)

- Warcelona: Una historia de violencia (Pol·len edicions, 2013)[26] ISBN 9788486469511
- Desmontando Sociedad Civil Catalana (Ediciones Saldonar, 2015)[27] ISBN 9788494675355
- Plus ultra: Una crónica gráfica del españolismo en Cataluña (Pol·len Edicions, 2015) ISBN 9788486469634
- La cara B del procés (Labrador Editores 2016, con Antonio Baños) ISBN 9788499757834
- Díes que duraran anys (Ara Llibres, 2018) ISBN 9788416915446

## Exposiciones
También ha expuesto algunos de sus trabajos en las siguientes exposiciones individuales y colectivas:
- 2001: Sentimientos y otras paranoias. Espai Índex, Barcelona.
- 2002: Declaración de principios. Espai Índex, Barcelona.
- 2003: Colectiva de verano. En la sala Qüestió d'Art de Barcelona.
- 2007: Padiglione d'Arte Giovane. Muestra colectiva internacional organizada por INVERART en la ciudad de Milán, Italia.
- 2007: L'Home Elefant. Exposición individual al Café Literario Artemísia de Barcelona.
- 2009: Mercado de Arte Joven de San Baudilio de Llobregat. Muestra colectiva organizada por el Ayuntamiento de San Baudilio de Llobregat.
- 2010: I el futur com pinta? Exposición colectiva de la Asociación Profesional de Ilustradores de Cataluña, APIC, en Barcelona.
- 2010: Salón del cómic social. Muestra colectiva organizada por ATTAC Cataluña en la ciudad de Barcelona.
- 2010: Poesía literal. Exposición individual en el Centro Cívico Parque Sandaru de Barcelona.
- 2011: Ilustración Directa, ilustración de prensa. Exposición colectiva de ilustradores del Setmanari Directa. Itinerante por toda Cataluña.
- 2011: Mercado de Arte Joven de Santo Boi. Muestra colectiva e itinerante organizada por el Ayuntamiento de San Baudilio de Llobregat.
- 2012-2014: Exposición individual de fotografías: Warcelona, una historia de violencia. Itinerante por el este de España.
- Warcelona, una historia de violencia (Pol·len Edicions, 2013)
- 2014-2015: Art, veu i vot, artistas por el derecho a decidir. Itinerante por toda Cataluña
- 2015: La Guspira, exposición fotográfica sobre Can Vies.
- 2017. Exposición fotográfica colectiva sobre música vasca en Barcelona 1987-2017. Pati Llimona de Barcelona.
- 2018. Exposición fotográfica colectiva Vis a vis, 155 fotos por la libertad (enlace roto disponible en Internet Archive; véase el historial, la primera versión y la última). en Perpiñán.

## Premios y reconocimientos
La Fundació Comissió de la Dignitat entregó el premio Dignitat 2016 a Jordi Borràs por "por el valiente trabajo como documentalista gráfico y fotoperiodista comprometido", así como por sus libros y reportajes sobre los movimientos de extrema derecha en Cataluña, y la publicación de títulos como Desmontando Sociedad Civil Catalana o Plus ultra. Una crónica gráfica del españolismo en Cataluña". Precisamente la publicación de Desmontando Sociedad Civil Catalana también le hizo ganar el premio LiberisLiber "Pensa" (no ficción) 2016 otorgado por la Feria de Editoriales Independientes.